# AN/ALE-47

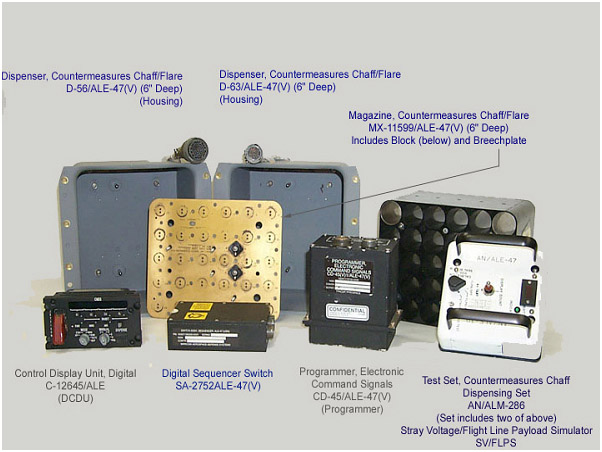
Die Komponenten des AN/ALE-47

Das AN/ALE-47 (JETDS-Bezeichnung) ist ein Täuschkörperwerfer für Kampfflugzeuge und Hubschrauber. Er wird von dem britischen Konzern BAE Systems produziert.

## Beschreibung
Das ALE-47 dient zum Ausstoßen von Chaff, Flares und Einwegstörsendern, um die Trägerplattform vor infrarot- und radar-gelenkten Lenkflugkörpern zu schützen. Das System gehört aktuell zu den am weitest verbreiteten Täuschkörperwerfern und gilt bei den US-Streitkräften als allgemeiner Standard für Luftfahrzeuge. Daher soll es auch die Geräte vom Typ AN/ALE-39 und 40 ablösen. Dies ist relativ einfach zu realisieren, da die Systemkomponenten so abgestimmt sind, dass sie dieselben Platz- und Infrastruktur-Anforderungen aufweisen.
Das System basiert auf modernen Computerkomponenten, wodurch ein hohes Maß an Zuverlässigkeit und Flexibilität erreicht werden konnte. Das ALE-47 ist durch den MIL-STD-1553-Datenbus mit der Avionik der Trägerplattform verbunden, wodurch praktisch jedes Raketen-/Radar-Warnsystem den Täuschkörperausstoß einleiten und kontrollieren kann. Umfangreiche Selbsttestroutinen ermöglichen darüber hinaus eine zuverlässige und frühzeitige Fehlererkennung.

### Komponenten

#### Cockpit - Kontrolleinheit
Diese Komponente ist im Cockpit angebracht und verfügt über die nötigen Schalter und Anzeigeelemente, um das System zu konfigurieren und zu bedienen.
- Gewicht: 1,82 kg
- Abmessungen: 953 × 146 × 173 mm
- Energiebedarf: 23 W

#### Computereinheit
Dieses optionale Gerät plant und steuert den Täuschmittelausstoß. Es stellt durch den MIL-STD-1553-Datenbus auch die Schnittstelle zur Bordavionik dar und kann durch zusätzliche Steckkarten erweitert oder modifiziert werden.
- Gewicht: 2,27 kg
- Abmessungen: 953 × 146 × 159 mm
- Energiebedarf: 20 W

#### Ausstoßzünder
Der Täuschmittelausstoß der Werfereinheit wird mithilfe dieser Komponente ausgelöst und koordiniert. Das System kann Fehlstarts oder defekte Täuschkörper erkennen, wobei diese Ereignisse an die Computereinheit gemeldet werden, welche dann entsprechend reagieren kann. Bei der Hubschrauber-Variante entfällt ein separater Ausstoßzünder, da er in die Werfereinheit integriert ist.
- Gewicht: 1,82 kg
- Abmessungen: 734 × 158 × 169 mm
- Energiebedarf: 5 W

#### Werfereinheit
Die Werfereinheit bildet das Kernstück des Systems und kann bis zu 30 Täuschkörper verschiedener Bauarten aufnehmen. Das ALR-47 kann bis zu 32 dieser Werfereinheiten kontrollieren (bis zu 16 in der Hubschraubervariante).
- Gewicht:
  - leer: ca. 2,27 kg
  - beladen: 10,16–12,78 kg
- Abmessungen: unterschiedlich
- Energiebedarf: keiner

### Betriebsmodi
- Automatic: Vollautomatikmodus, der bei Gefahr ohne Eingreifen der Besatzung verzugslos Gegenmaßnahmen einleitet.
- Semi-Automatic: Ähnelt dem „Automatic“-Modus, der Täuschkörperausstoß muss jedoch von der Besatzung abschließend autorisiert werden.
- Manual: In diesem Modus kann nur die Besatzung Gegenmaßnahmen manuell einleiten, wobei ihr sechs vorgefertigte Profile zum Täuschkörperausstoß zur Verfügung stehen.
- Bypass: Dieser Modus ist für Notfälle gedacht. Er ermöglicht eine direkte Verbindung zum Ausstoßzünder, damit im Falle defekter Systemkomponenten weiterhin der Einsatz von Gegenmaßnahmen möglich bleibt.
- Jettison: In diesem Modus stößt das System alle Täuschkörper in größtmöglicher Geschwindigkeit aus. Dies kann zum Beispiel vor einer Notlandung nützlich sein, da insbesondere die Flares eine erhebliche Brandgefahr darstellen.
- System BIT: Startet die Selbsttestroutinen des Systems.

## Plattformen
| Flugzeuge - Mitsubishi F-2 - F-5 Freedom Fighter - F-15 Eagle - F-16 Fighting Falcon - F/A-18 Hornet - A-4 Skyhawk - A-7 Corsair II - BAE Hawk - P-3 Orion - E-8 Joint STARS - C-5 Galaxy - C-17 Globemaster III - C-27 Spartan - C-130 Hercules - CASA CN-235 - CASA C-295 | Hubschrauber - UH-1 Iroquois - CH-47 Chinook - CH-53 Sea Stallion - UH-60 Black Hawk - AH-64 Apache - V-22 Osprey - AgustaWestland EH101 - Westland Lynx - Aérospatiale SA 330 |